# Sulfure de bismuth(III)
Le sulfure de bismuth(III) est un composé chimique de formule Bi2S3. Il se présente sous la forme d'un solide gris cristallisant dans le système orthorhombique avec le groupe d'espace Pnma (no 62) et les paramètres cristallins a = 1 126,9 pm, b = 397,2 pm et c = 1 112,9 pm. Il est isostructurel du trisulfure d'antimoine Sb2S3, constitutif de la stibine. Il peut être obtenu par précipitation de sels de bismuth(III) avec une solution de sulfure d'hydrogène H2S :
2 Bi3+ + 3 H2S ⟶ Bi2S3 + 6 H+.
Il est présent dans le milieu naturel sous forme d'un minéral appelé bismuthinite. On pense qu'il précipiterait également dans l'atmosphère de Vénus pour entrer dans la composition de dépôts de « neige de métaux lourds » réfléchissants — dans les longueurs d'onde des radars — sur certains sommets vénusiens tel que Maxwell Montes,.
Le sulfure de bismuth(III) peut réagir avec des acides en libérant du sulfure d'hydrogène H2S. Il peut être produit dans le corps humain à la suite de l'absorption de sous-salicylate de bismuth, médicament employé pour traiter certaines affections de l'appareil digestif humain. Il est employé comme point de départ de la production de nombreux composés du bismuth.